# Aulacophora
Aulacophora là một chi bọ cánh cứng thuộc họ Chrysomelidae. Một số loài này gây hại cho cây công nghiệp. Chi được đặt tên bởi nhà côn trùng học và chuyên gia về bọ cánh cứng Pierre François Marie Auguste Dejean.

## Species
- Aulacophora abdominalis (Fabricius, 1781)
- Aulacophora aculeata Weise, 1908
- Aulacophora affinis (Montrouzier, 1855)
- Aulacophora albofasciata Baly, 1886
- Aulacophora almora Maulik, 1936
- Aulacophora analis (Weber, 1801)
- Aulacophora ancora (Redtenbacher, 1868)
- Aulacophora andamanica Duvivier, 1885
- Aulacophora antennata Baly, 1886
- Aulacophora apicicornis (Baly, 1889)
- Aulacophora apicipennis (Jacoby, 1894)
- Aulacophora apicipes (Jacoby, 1896)
- Aulacophora apiciventris Lea, 1924
- Aulacophora approximata (Baly, 1886)
- Aulacophora arcuata Allard, 1888
- Aulacophora argyrogaster (Montrouzier, 1861)
- Aulacophora armigera (Baly, 1889)
- Aulacophora artensis (Montrouzier, 1861)
- Aulacophora aruensis (Weise, 1892)
- Aulacophora atripennis (Fabricius, 1801)
- Aulacophora baliensis Barroga, 2001
- Aulacophora basalis (Jacoby, 1886)
- Aulacophora batesi Jacoby, 1884
- Aulacophora bhamoensis Jacoby, 1892
- Aulacophora bhimtalensis (Gangola, 1969)
- Aulacophora bicincta (Montrouzier, 1855)
- Aulacophora bicolor (Weber, 1801)
- Aulacophora bipartita (Baly, 1888)
- Aulacophora biplagiata Baly, 1889
- Aulacophora bipunctata (Olivier, 1808)
- Aulacophora blackburni (Bowditch, 1914)
- Aulacophora borrei (Baly, 1889)
- Aulacophora calva Anand & Cox, 1986
- Aulacophora carinicauda (Chen & Kung, 1959)
- Aulacophora carteri (Guerin-Meneville, 1830)
- Aulacophora castanea Allard, 1888
- Aulacophora celebensis (Jacoby, 1886)
- Aulacophora ceramensis (Weise, 1892)
- Aulacophora chapuisi Duvivier, 1884
- Aulacophora chlorotica (Olivier, 1808)
- Aulacophora cincta (Fabricius, 1775)
- Aulacophora cinctipennis Duvivier, 1884
- Aulacophora circumcincta (Duvivier, 1884)
- Aulacophora circumdata Blanchard, 1853
- Aulacophora coffeae (Hornstedt, 1788)
- Aulacophora coomani Laboissiere, 1929
- Aulacophora coralinsula (Gressitt, 1955)
- Aulacophora cornuta Baly, 1879
- Aulacophora costipennis (Baly, 1886)
- Aulacophora crassicornis Medvedev, 2001
- Aulacophora cristovallensis (Montrouzier, 1855)
- Aulacophora cruenta (Fabricius, 1781)
- Aulacophora cucullata Blackburn, 1896
- Aulacophora cyanoptera (Boisduval, 1835)
- Aulacophora danumensis Mohamedsaid, 1994
- Aulacophora deplanchei (Perroud, 1864)
- Aulacophora dimidiata (Guerin-Meneville, 1830)
- Aulacophora diversa Baly, 1889
- Aulacophora doesonensis Duvivier, 1884
- Aulacophora dohrni (Jacoby, 1899)
- Aulacophora dorsalis (Boisduval, 1835)
- Aulacophora downesi Baly, 1886
- Aulacophora duboulayi Baly, 1886
- Aulacophora duvivieri (Baly, 1886)
- Aulacophora excavata Baly, 1886
- Aulacophora excisa (Baly, 1886)
- Aulacophora fabricii (Baly, 1886)
- Aulacophora fallax (Weise, 1923)
- Aulacophora fasciata (Allard, 1888)
- Aulacophora femoralis (Motschulsky, 1857)
- Aulacophora ficus (Montrouzier, 1855)
- Aulacophora flavescens (Montrouzier, 1855)
- Aulacophora flavicornis Chapuis, 1876
- Aulacophora flavipes (Jacoby, 1888)
- Aulacophora flaviventris Baly, 1886
- Aulacophora flavomarginata (Duvivier, 1884)
- Aulacophora formosa Chapuis, 1879
- Aulacophora foveata (Bowditch, 1925)
- Aulacophora foveicollis Lucas, 1849
- Aulacophora frontalis Baly, 1888
- Aulacophora frubstorferi (Duvivier, 1891)
- Aulacophora fulvimargo (Bryant, 1936)
- Aulacophora funesta (Weise, 1892)
- Aulacophora gestroi Jacoby, 1892
- Aulacophora hayashii (Gressitt, 1955)
- Aulacophora hilaris (Boisduval, 1835)
- Aulacophora impressa (Fabricius, 1801)
- Aulacophora indica (Gmelin, 1790)
- Aulacophora insularis Jacoby, 1886
- Aulacophora ioptera (Wiedemann, 1823)
- Aulacophora irpa Mohamedsaid, 1994
- Aulacophora jacobyi (Weise, 1924)
- Aulacophora kampeni (Weise, 1917)
- Aulacophora kinabaluensis Mohamedsaid, 1994
- Aulacophora kotoensis Chujo, 1962
- Aulacophora laevifrons (Baly, 1888)
- Aulacophora laysi Medvedev, 2001
- Aulacophora leopoldi Laboissiere, 1934
- Aulacophora lewisii Baly, 1886
- Aulacophora limbata (Illiger, 1800)
- Aulacophora loochooensis Chujo, 1957
- Aulacophora loriana Jacoby, 1904
- Aulacophora luteicornis (Fabricius, 1801)
- Aulacophora macropus (Montrouzier, 1855)
- Aulacophora marginalis (Chapuis, 1876)
- Aulacophora marginata Chapuis, 1876
- Aulacophora mariana (Chujo, 1943)
- Aulacophora martia (Weise, 1922)
- Aulacophora medioflava Lea, 1924
- Aulacophora medvedevi Samoderzhenkov, 1992
- Aulacophora melanocephala Jacoby, 1892
- Aulacophora melanoptera (Boisduval, 1835)
- Aulacophora melanopus (Blanchard, 1853)
- Aulacophora melanura (Olivier, 1808)
- Aulacophora militaris Jacoby, 1894
- Aulacophora mimica Medvedev, 2001
- Aulacophora mjoebergi (Weise, 1916)
- Aulacophora moluccaensis (Laboissiere, 1932)
- Aulacophora montrouzieri (Fairmaire, 1883)
- Aulacophora mouhoti Baly, 1886
- Aulacophora niasiensis (Weise, 1892)
- Aulacophora nigripalpis Chen & Kung, 1959
- Aulacophora nigripennis (Motschulsky, 1857)
- Aulacophora nigrobrunnea (Maulik, 1929)
- Aulacophora nigropalgiata Jacoby, 1894
- Aulacophora nigrosignata (Baly, 1886)
- Aulacophora nilgiriensis Jacoby, 1903
- Aulacophora notulata (Fairmaire, 1850)
- Aulacophora nstabilis (Baly, 1886)
- Aulacophora nusantara Barroga, 2001
- Aulacophora oblonga (Gyllenhal, 1808)
- Aulacophora occipitalis (Baly, 1888)
- Aulacophora olivieri (Baly, 1888)
- Aulacophora opacipennis Chujo, 1962
- Aulacophora orientalis (Hornstedt, 1788)
- Aulacophora pahangi Mohamedsaid, 1994
- Aulacophora palliata (Schaller, 1783)
- Aulacophora pallidofasciata Jacoby, 1904
- Aulacophora pannonica Csiki, 1953
- Aulacophora papuana Jacoby, 1894
- Aulacophora parambikulamensis Maulik, 1936
- Aulacophora perroudi (Baly, 1888)
- Aulacophora plicaticollis (Allard, 1888)
- Aulacophora postica (Chapuis, 1876)
- Aulacophora posticalis (Guerin-Meneville, 1830)
- Aulacophora propinqua (Baly, 1886)
- Aulacophora pulchella Baly, 1879
- Aulacophora pygidialis (Baly, 1886)
- Aulacophora quadraria (Olivier, 1808)
- Aulacophora quadrimaculata (Fabricius, 1781)
- Aulacophora quadrinotata Chapuis, 1876
- Aulacophora quadripartia (Fairmaire, 1877)
- Aulacophora quadrispilota Fabricius, 1781
- Aulacophora quinqueplagiata (Duvivier, 1891)
- Aulacophora rigoensis Jacoby, 1904
- Aulacophora ritsemae (Duvivier, 1884)
- Aulacophora robusta Duvivier, 1884
- Aulacophora robusticornis Medvedev, 2001
- Aulacophora rosea (Fabricius, 1801)
- Aulacophora rubrontata Blanchard, 1853
- Aulacophora scutellata (Boisduval, 1835)
- Aulacophora semifusca Jacoby, 1892
- Aulacophora semilimbata Baly, 1886
- Aulacophora serena (Weise, 1923)
- Aulacophora signata Kirsch, 1866
- Aulacophora signata Kirsch, 1866
- Aulacophora similis (Olivier, 1808)
- Aulacophora smaragdipennis Duvivier, 1884
- Aulacophora sordidula (Weise, 1922)
- Aulacophora subcaerulea Jacoby, 1894
- Aulacophora tenuicincta (Jacoby, 1897)
- Aulacophora terminata (Jacoby, 1899)
- Aulacophora tetraspilota (Baly, 1886)
- Aulacophora transversa Allard, 1888
- Aulacophora tricolora (Weise, 1892)
- Aulacophora tristis Medvedev, 2001
- Aulacophora unicolor (Jacoby, 1883)
- Aulacophora varians Chapuis, 1876
- Aulacophora vicina (Boisduval, 1835)
- Aulacophora vietnamica Medvedev, 2001
- Aulacophora viridis Maulik, 1936
- Aulacophora vittula (Chapuis, 1876)
- Aulacophora wallacii (Baly, 1886)
- Aulacophora yunnanensis (Chen & Kung, 1959)

## Hình ảnh

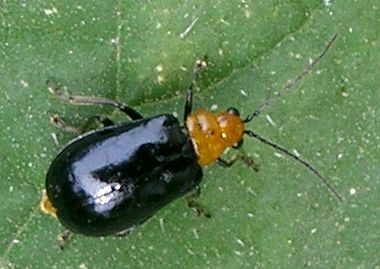
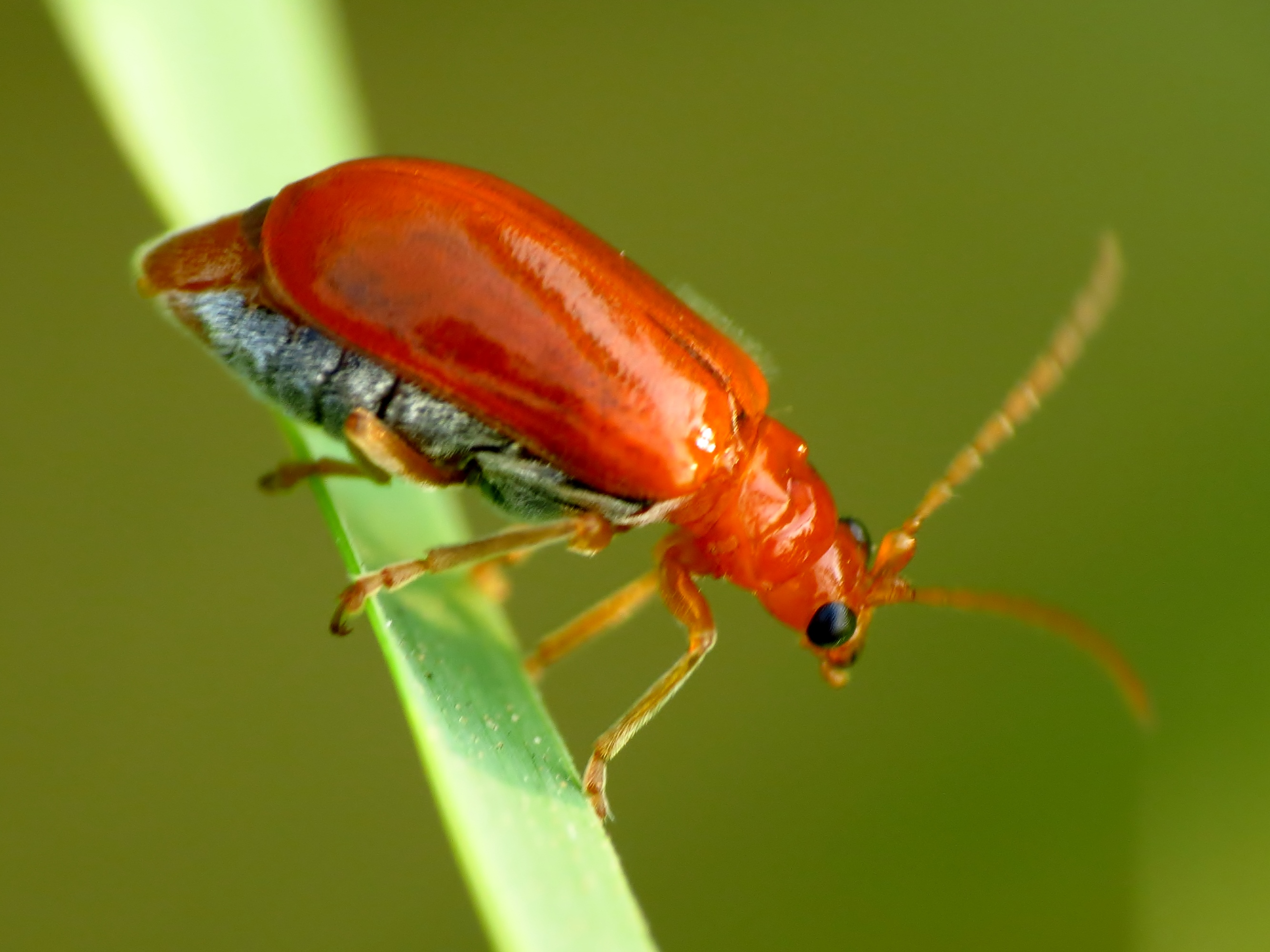
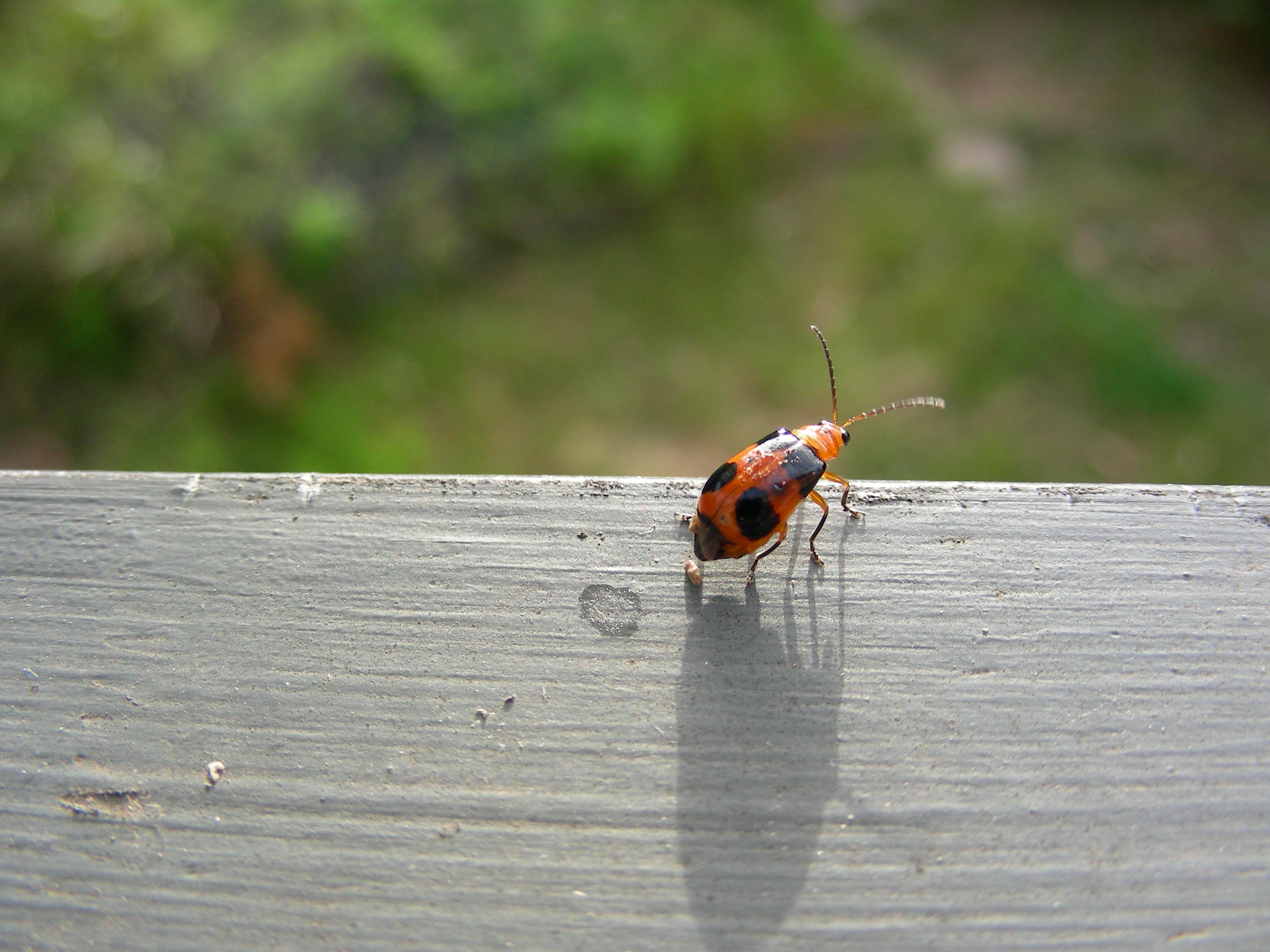
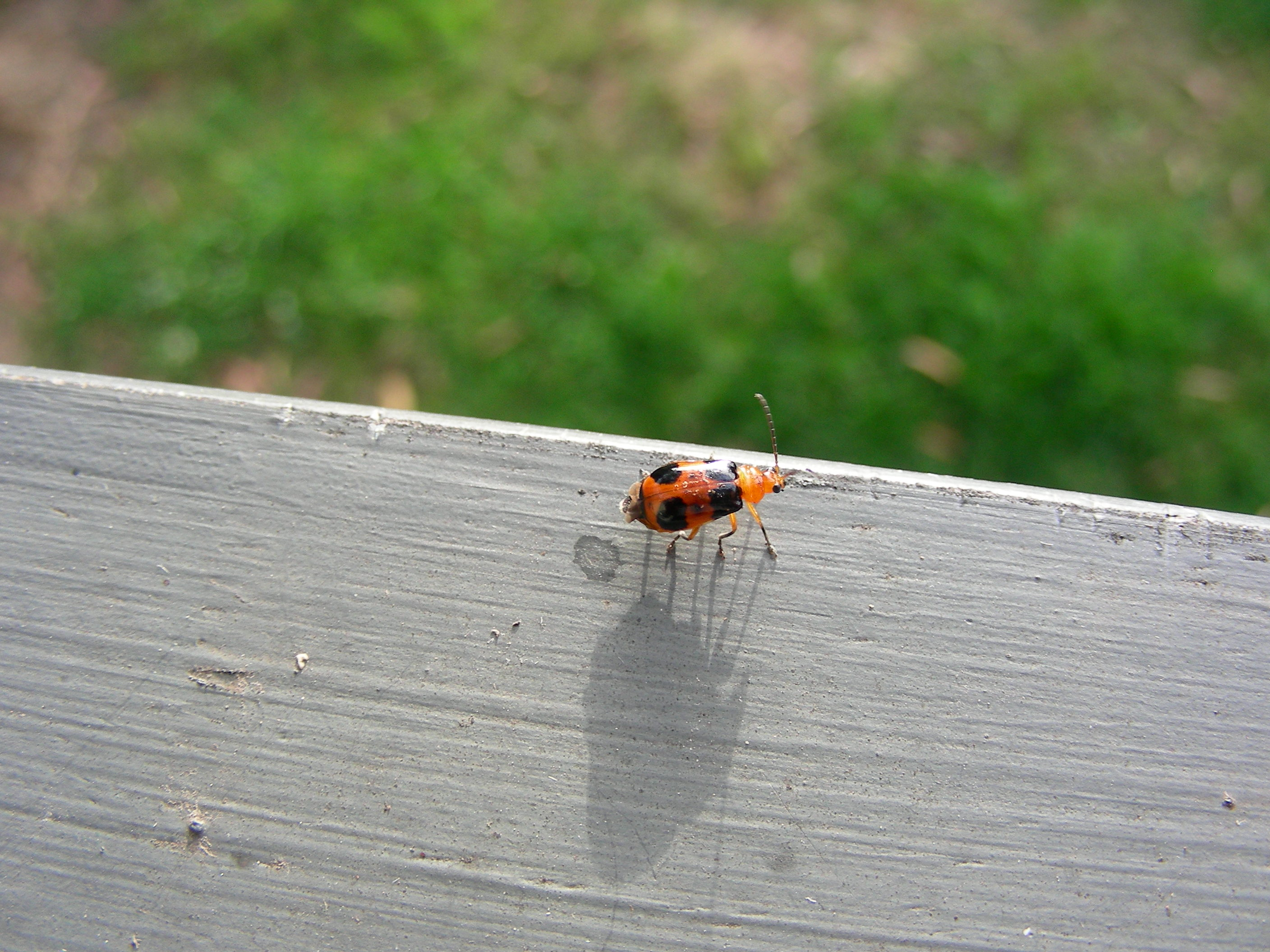